# Weltcup im Wasserspringen
Der Weltcup im Wasserspringen ist ein alle zwei Jahre stattfindender und vom internationalen Schwimmverband Fédération Internationale de Natation (FINA) veranstalteter Wettbewerb im Wasserspringen.

## Geschichte
Der Weltcup wurde erstmals 1979 in The Woodlands (Texas, USA) ausgetragen und umfasste anfangs nur Einzelwettbewerbe für Männer und Frauen vom 3-Meter-Brett und 10-Meter-Turm. 1989 wurde das Kunstspringen vom 1-Meter-Brett in das Programm aufgenommen. Ab 1995 fanden auch Synchronspringen vom 3-Meter-Brett und 10-Meter-Turm statt. Seit 2000 wird der Weltcup nicht mehr in den ungeraden, sondern in den geraden Jahren ausgetragen. Er dient seitdem in den olympischen Jahren als Testwettkampf am Austragungsort der wenige Monate später stattfindenden Olympischen Spiele sowie (neben den Weltmeisterschaften des Vorjahres) als wichtiger Qualifikationswettbewerb für die Olympiastartplätze. Das Kunstspringen vom 1-Meter-Brett fand 2004 sowie ab 2008 nicht mehr im Rahmen des Weltcups statt. 2014 wurde erstmals ein gemischter Teamwettbewerb beim Weltcup ausgerichtet, der 2016 jedoch nicht fortgesetzt wurde. Im Jahr 2018 fand der gemischte Teamwettbewerb wieder statt, darüber hinaus auch ein gemischtes Synchronspringen vom 3-Meter-Brett und von der 10-Meter-Plattform. Wegen der COVID-19-Pandemie fand der nächste Weltcup im Jahr 2021 statt im Jahr 2020 statt.
Die meisten Weltcup-Medaillen gewann Guo Jingjing (für  China, Antritt 1995–2008; 16 Medaillen: 10 × Gold, 4 × Silber, 2 × Bronze) gefolgt von ihren Landsleuten  Wu Minxia (Antritt 2002–2014; 13 Medaillen: 8 × Gold, 4 × Silber, 1 × Bronze) und  Tian Liang (Antritt 1995–2004; 9 Medaillen: 9 × Gold). Erfolgreichster deutscher Weltcupteilnehmer ist  Andreas Wels (Antritt 1995–2006; 6 Medaillen: 1 × Silber, 5 × Bronze), gefolgt von  Sascha Klein (Antritt 2008–2014; 4 Medaillen: 1 × Gold, 2 × Silber, 1 × Bronze), / Brita Baldus (Antritt 1985–1991; 4 Medaillen: 1 × Gold, 3 × Bronze) und  Patrick Hausding (Antritt 2008–2014; 4 Medaillen: 3 × Silber, 1 × Bronze). Jüngster Medaillengewinner der Wettbewerbsgeschichte war mit 13 Jahren und 277 Tagen der  Brite Tom Daley (Bronze im 10-m-Synchronspringen, Peking, 22. Februar 2008).

## Podestplatzierungen

### Männer

#### 1-Meter-Kunstspringen
| Jahr | Ort          | Erster        | Zweiter            | Dritter             |
| ---- | ------------ | ------------- | ------------------ | ------------------- |
| 1989 | Indianapolis | Mark Lenzi    | Waleri Stazenko    | Pat Evans           |
| 1991 | Winnipeg     | Wang Yijie    | Lan Wei            | Waleri Stazenko     |
| 1993 | Peking       | Lan Wei       | Wang Yijie         | Alexei Kowalew      |
| 1995 | Atlanta      | Yu Zhuocheng  | Liu Ben            | Andreas Wels        |
| 1997 | Mexiko-Stadt | Liu Ben       | Troy Dumais        | Zhou Yilin          |
| 1999 | Wellington   | Zhou Yilin    | Wang Tianling      | Andreas Wels        |
| 2000 | Sydney       | Wang Tianling | Wang Feng          | Dean Pullar         |
| 2002 | Sevilla      | Xu Xiang      | Alexandre Despatie | José Miguel Gil     |
| 2006 | Changshu     | He Chong      | Luo Yutong         | Christopher Colwill |

#### 3-Meter-Kunstspringen
| Jahr | Ort            | Erster             | Zweiter             | Dritter               |
| ---- | -------------- | ------------------ | ------------------- | --------------------- |
| 1979 | The Woodlands  | Chris Snode        | Philip Boggs        | Aljaksandr Kassjankou |
| 1981 | Mexiko-Stadt   | Carlos Girón       | Greg Louganis       | Li Kongzheng          |
| 1983 | The Woodlands  | Greg Louganis      | Niki Stajković      | Tan Liangde           |
| 1985 | Shanghai       | Tan Liangde        | Mark Bradshaw       | Ron Meyer             |
| 1987 | Amersfoort     | Greg Louganis      | Tan Liangde         | Kent Ferguson         |
| 1989 | Indianapolis   | Tan Liangde        | Kent Ferguson       | Albin Killat          |
| 1991 | Winnipeg       | Mark Lenzi         | Albin Killat        | Tan Liangde           |
| 1993 | Peking         | Yu Zhuocheng       | Wang Tianling       | Fernando Platas       |
| 1995 | Atlanta        | Dmitri Sautin      | Xiong Ni            | Wang Tianling         |
| 1997 | Mexiko-Stadt   | Dmitri Sautin      | Zhou Yilin          | Xu Hao                |
| 1999 | Wellington     | Fernando Platas    | Andreas Wels        | Yu Zhuocheng          |
| 2000 | Sydney         | Dmitri Sautin      | Xiao Hailiang       | Fernando Platas       |
| 2002 | Sevilla        | Dmitri Sautin      | Peng Bo             | Wang Tianling         |
| 2004 | Athen          | Alexandre Despatie | Wang Feng           | Peng Bo               |
| 2006 | Changshu       | Qin Kai            | Alexander Dobroskok | Troy Dumais           |
| 2008 | Peking         | He Chong           | Qin Kai             | Yahel Castillo        |
| 2010 | Changzhou      | He Chong           | Qin Kai             | Jewgeni Kusnezow      |
| 2012 | London         | He Chong           | Qin Kai             | Alexandre Despatie    |
| 2014 | Shanghai       | He Chong           | Cao Yuan            | Jack Laugher          |
| 2016 | Rio de Janeiro | Rommel Pacheco     | Yona Knight Wisdom  | Kristian Ipsen        |
| 2018 | Wuhan          | Xie Siyi           | Cao Yuan            | Jack Laugher          |
| 2021 | Tokio          | Martin Wolfram     | James Heatly        | Alexis Jandard        |

#### 10-Meter-Turmspringen
| Jahr | Ort            | Erster          | Zweiter               | Dritter             |
| ---- | -------------- | --------------- | --------------------- | ------------------- |
| 1979 | The Woodlands  | Greg Louganis   | Wladimir Alejnik      | Niki Stajković      |
| 1981 | Mexiko-Stadt   | Li Hongping     | Carlos Girón          | Bruce Kimball       |
| 1983 | The Woodlands  | Greg Louganis   | Bruce Kimball         | Dawit Hambarzumjan  |
| 1985 | Shanghai       | Tong Hui        | Wjatscheslaw Troschin | Li Kongzheng        |
| 1987 | Amersfoort     | Tong Hui        | Giorgi Tschogowadse   | Bruce Kimball       |
| 1989 | Indianapolis   | Xiong Ni        | Wladimir Timoschinin  | Arsen Dschawadin    |
| 1991 | Winnipeg       | Sun Shuwei      | Dmitri Sautin         | Xiong Ni            |
| 1993 | Peking         | Xiong Ni        | Dmitri Sautin         | Xiao Hailiang       |
| 1995 | Atlanta        | Sun Shuwei      | Jan Hempel            | Roman Wolodkow      |
| 1997 | Mexiko-Stadt   | Dmitri Sautin   | Fernando Platas       | Xu Hao              |
| 1999 | Wellington     | Tian Liang      | He Wei                | Mark Ruiz           |
| 2000 | Sydney         | Tian Liang      | Dmitri Sautin         | Igor Lukaschin      |
| 2002 | Sevilla        | Tian Liang      | Hu Jia                | José Antonio Guerra |
| 2004 | Athen          | Tian Liang      | Hu Jia                | Alexandre Despatie  |
| 2006 | Changshu       | Zhou Lüxin      | Lin Yue               | Alexei Krawtschenko |
| 2008 | Peking         | Sascha Klein    | Zhou Lüxin            | David Boudia        |
| 2010 | Changzhou      | Matthew Mitcham | Huo Liang             | Qiu Bo              |
| 2012 | London         | Qiu Bo          | Wiktor Minibajew      | Peter Waterfield    |
| 2014 | Shanghai       | Yang Jian       | Qiu Bo                | Iván García         |
| 2016 | Rio de Janeiro | Qiu Bo          | Chen Aisen            | David Dinsmore      |
| 2018 | Wuhan          | Chen Aisen      | Yang Jian             | David Dinsmore      |
| 2021 | Tokio          | Tom Daley       | Randal Willars        | Rylan Wiens         |

#### 3-Meter-Synchronspringen
| Jahr | Ort            | Erste                          | Zweite                         | Dritte                             |
| ---- | -------------- | ------------------------------ | ------------------------------ | ---------------------------------- |
| 1995 | Atlanta        | Brian Earley Kevin McMahon     | Alexander Gorski Jan Hempel    | Alberto Acosta Joel Rodríguez      |
| 1997 | Mexiko-Stadt   | Gong Ming Xu Hao               | Dean Pullar Shannon Roy        | Alexander Mesch Holger Schlepps    |
| 1999 | Wellington     | Xiao Hailiang Yu Zhuocheng     | Bryan Gillooly Chris Mantilla  | Stefan Ahrens Andreas Wels         |
| 2000 | Sydney         | Xiao Hailiang Xiong Ni         | Steven Barnett Dean Pullar     | Fernando Platas Eduardo Rueda      |
| 2002 | Sevilla        | Wang Feng Wang Tianling        | Steven Barnett Robert Newbery  | Dmitri Baibakow Dmitri Sautin      |
| 2004 | Athen          | Peng Bo Wang Kenan             | Steven Barnett Robert Newbery  | Tobias Schellenberg Andreas Wels   |
| 2006 | Changshu       | He Chong Wang Feng             | Troy Dumais Mitchell Richeson  | Tobias Schellenberg Andreas Wels   |
| 2008 | Peking         | Wang Feng Qin Kai              | Juri Kunakow Dmitri Sautin     | Alexandre Despatie Arturo Miranda  |
| 2010 | Changzhou      | Luo Yutong Qin Kai             | Troy Dumais Kristian Ipsen     | Oleksij Pryhorow Illja Kwascha     |
| 2012 | London         | Luo Yutong Qin Kai             | Jewgeni Kusnezow Ilja Sacharow | Qiang Huang Bryan Lomas            |
| 2014 | Shanghai       | Cao Yuan Lin Yue               | Stephan Feck Patrick Hausding  | Jewgeni Kusnezow Ilja Sacharow     |
| 2016 | Rio de Janeiro | Stephan Feck Patrick Hausding  | Cao Yuan Qin Kai               | Jahir Ocampo Rommel Pacheco        |
| 2018 | Wuhan          | Xie Siyi Cao Yuan              | Jack Laugher Chris Mears       | Jahir Ocampo Rommel Pacheco        |
| 2021 | Tokio          | Jack Laugher Daniel Goodfellow | Patrick Hausding Lars Rüdiger  | Jewgeni Kusnezow Nikita Schleicher |

#### 10-Meter-Synchronspringen
| Jahr | Ort            | Erste                    | Zweite                                | Dritte                                 |
| ---- | -------------- | ------------------------ | ------------------------------------- | -------------------------------------- |
| 1995 | Atlanta        | Tian Liang Xiao Hailiang | David Pichler Chuck Wade              | Alexander Gorski Heiko Meyer           |
| 1997 | Mexiko-Stadt   | Huang Qiang Li Chengwei  | Alexander Gorski Heiko Meyer          | Alberto Acosta Francisco Pérez         |
| 1999 | Wellington     | Sun Shuwei Tian Liang    | Mathew Helm Tony Lawson               | Fernando Platas Eduardo Rueda          |
| 2000 | Sydney         | Huang Qiang Tian Liang   | Mathew Helm Robert Newbery            | Leon Taylor Peter Waterfield           |
| 2002 | Sevilla        | Luo Yutong Tian Liang    | Erick Fornaris José Antonio Guerra    | Mathew Helm Robert Newbery             |
| 2004 | Athen          | Tian Liang Yang Jinghui  | Leon Taylor Peter Waterfield          | Philippe Comtois Alexandre Despatie    |
| 2006 | Changshu       | Huo Liang Lin Yue        | David Boudia Thomas Finchum           | Cho Kwan-hoon Kwon Kyung-min           |
| 2008 | Peking         | Huo Liang Lin Yue        | Patrick Hausding Sascha Klein         | Blake Aldridge Tom Daley               |
| 2010 | Changzhou      | Cao Yuan Zhang Yanquan   | Wiktor Minibajew Ilja Sacharow        | Jeinkler Aguirre José Antonio Guerra   |
| 2012 | London         | Cao Yuan Zhang Yanquan   | Iván García Germán Sánchez            | Patrick Hausding Sascha Klein          |
| 2014 | Shanghai       | Cao Yuan Lin Yue         | Patrick Hausding Sascha Klein         | David Boudia Steele Johnson            |
| 2016 | Rio de Janeiro | Chen Aisen Lin Yue       | Patrick Hausding Sascha Klein         | Tom Daley Daniel Goodfellow            |
| 2018 | Wuhan          | Yang Hao Chen Aisen      | Aleksandr Belevtsev Nikita Schleicher | Declan Stacey Domonic Bedggood         |
| 2021 | Tokio          | Tom Daley Matty Lee      | Iván García Randal Willars            | Vincent Riendeau Nathan Zsombor-Murray |

### Frauen

#### 1-Meter-Kunstspringen
| Jahr | Ort          | Erste         | Zweite            | Dritte         |
| ---- | ------------ | ------------- | ----------------- | -------------- |
| 1989 | Indianapolis | Gao Min       | Yu Xiaoling       | Irina Laschko  |
| 1991 | Winnipeg     | Yu Xiaoling   | Irina Laschko     | Brita Baldus   |
| 1993 | Peking       | Tan Shuping   | Irina Laschko     | Yu Xiaoling    |
| 1995 | Atlanta      | Wera Iljina   | Irina Laschko     | Tan Shuping    |
| 1997 | Mexiko-Stadt | Zhang Jing    | Tan Shuping       | Dörte Lindner  |
| 1999 | Wellington   | Zhang Jing    | Chantelle Michell | Yang Lan       |
| 2000 | Sydney       | Irina Laschko | Chantelle Michell | Zhang Jing     |
| 2002 | Sevilla      | Guo Jingjing  | Irina Laschko     | Heike Fischer  |
| 2006 | Changshu     | Guo Jingjing  | Wu Minxia         | Blythe Hartley |

#### 3-Meter-Kunstspringen
| Jahr | Ort            | Erste             | Zweite           | Dritte             |
| ---- | -------------- | ----------------- | ---------------- | ------------------ |
| 1979 | The Woodlands  | Valerie McFarlane | Janet Nutter     | Irina Kalinina     |
| 1981 | Mexiko-Stadt   | Shi Meiqin        | Megan Neyer      | Valerie McFarlane  |
| 1983 | The Woodlands  | Li Yihua          | Peng Yuanchuan   | Sylvie Bernier     |
| 1985 | Shanghai       | Li Yihua          | Li Qiaoxian      | Brita Baldus       |
| 1987 | Amersfoort     | Gao Min           | Irina Laschko    | Brita Baldus       |
| 1989 | Indianapolis   | Gao Min           | Irina Laschko    | Kelly McCormick    |
| 1991 | Winnipeg       | Brita Baldus      | Irina Laschko    | Heidemarie Bártová |
| 1993 | Peking         | Tan Shuping       | Irina Laschko    | Fu Mingxia         |
| 1995 | Atlanta        | Fu Mingxia        | Tan Shuping      | Wera Iljina        |
| 1997 | Mexiko-Stadt   | Eryn Bulmer       | Julija Pachalina | Shi Lei            |
| 1999 | Wellington     | Liang Xiaoqiao    | Émilie Heymans   | Guo Jingjing       |
| 2000 | Sydney         | Guo Jingjing      | Fu Mingxia       | Eryn Bulmer        |
| 2002 | Sevilla        | Guo Jingjing      | Wu Minxia        | Irina Laschko      |
| 2004 | Athen          | Julija Pachalina  | Guo Jingjing     | Wu Minxia          |
| 2006 | Changshu       | Wu Minxia         | Julija Pachalina | Guo Jingjing       |
| 2008 | Peking         | Wu Minxia         | Guo Jingjing     | Sharleen Stratton  |
| 2010 | Changzhou      | He Zi             | Wu Minxia        | Paola Espinosa     |
| 2012 | London         | Wu Minxia         | He Zi            | Tania Cagnotto     |
| 2014 | Shanghai       | Shi Tingmao       | He Zi            | Jennifer Abel      |
| 2016 | Rio de Janeiro | Shi Tingmao       | He Zi            | Jennifer Abel      |
| 2018 | Wuhan          | Shi Tingmao       | Wang Han         | Pamela Ware        |
| 2021 | Tokio          | Chen Yiwen        | Sarah Bacon      | Chang Yani         |

#### 10-Meter-Turmspringen
| Jahr | Ort            | Erste                 | Zweite               | Dritte            |
| ---- | -------------- | --------------------- | -------------------- | ----------------- |
| 1979 | The Woodlands  | Irina Kalinina        | Melissa Briley       | Rikiko Yamanaka   |
| 1981 | Mexiko-Stadt   | Chen Xiaoxia          | Guadalupe Canseco    | Wendy Wyland      |
| 1983 | The Woodlands  | Zhou Jihong           | Alla Lobankina       | Chen Xiaoxia      |
| 1985 | Shanghai       | Michele Mitchell      | Chen Xiaoxia         | Alla Lobankina    |
| 1987 | Amersfoort     | Xu Yanmei             | Bianka Meyer         | Kerstin Inselmann |
| 1989 | Indianapolis   | Wendy Lian Williams   | Chen Xiaodan         | Xu Yanmei         |
| 1991 | Winnipeg       | Jelena Miroschina     | Zhu Jinhong          | Li Yuanxia        |
| 1993 | Peking         | Chi Bin               | Swetlana Chochlowa   | Alla Tarassowa    |
| 1995 | Atlanta        | Chi Bin               | Fu Mingxia           | Vyninka Arlow     |
| 1997 | Mexiko-Stadt   | Myriam Boileau        | Wang Rui             | Chi Bin           |
| 1999 | Wellington     | Sang Xue              | Olena Schupina       | Rebecca Gilmore   |
| 2000 | Sydney         | Li Na                 | Anne Montminy        | Cai Yuyan         |
| 2002 | Sevilla        | Lao Lishi             | Kimiko Hirai Soldati | Li Ting           |
| 2004 | Athen          | Laura Wilkinson       | Loudy Tourky         | Takiri Miyazaki   |
| 2006 | Changshu       | Jia Tong              | Lao Lishi            | Émilie Heymans    |
| 2008 | Peking         | Chen Ruolin           | Wang Xin             | Paola Espinosa    |
| 2010 | Changzhou      | Hu Yadan              | Chen Ruolin          | Melissa Wu        |
| 2012 | London         | Chen Ruolin           | Hu Yadan             | Julija Koltunowa  |
| 2014 | Shanghai       | Huang Xiaohui         | Liu Huixia           | Melissa Wu        |
| 2016 | Rio de Janeiro | Ren Qian              | Si Yajie             | Melissa Wu        |
| 2018 | Wuhan          | Zhang Jiaqi           | Ren Qian             | Pandelela Pamg    |
| 2021 | Tokio          | Pandelela Rinong Pamg | Matsuri Arai         | Caeli McKay       |

#### 3-Meter-Synchronspringen
| Jahr | Ort            | Erste                        | Zweite                                     | Dritte                            |
| ---- | -------------- | ---------------------------- | ------------------------------------------ | --------------------------------- |
| 1995 | Atlanta        | Deng Yong Guo Jingjing       | Claudia Bockner Conny Schmalfuß            | Natalja Tschikina Irina Wygusowa  |
| 1997 | Mexiko-Stadt   | Shi Lei Zhan Jing            | Simona Koch Dörte Lindner                  | Julia Cruz Dolores Sáez de Ibarra |
| 1999 | Wellington     | Guo Jingjing Yang Lan        | Irina Laschko Julija Pachalina             | Olena Schupina Hanna Sorokina     |
| 2000 | Sydney         | Wera Iljina Julija Pachalina | Guo Jingjing Liang Xiaoqiao                | Olena Schupina Hanna Sorokina     |
| 2002 | Sevilla        | Wera Iljina Julija Pachalina | Guo Jingjing Wu Minxia                     | Ditte Kotzian Conny Schmalfuß     |
| 2004 | Athen          | Guo Jingjing Wu Minxia       | Wera Iljina Julija Pachalina               | Ditte Kotzian Conny Schmalfuß     |
| 2006 | Changshu       | Guo Jingjing Li Ting         | Kelci Bryant Ariel Rittenhouse             | Heike Fischer Ditte Kotzian       |
| 2008 | Peking         | Guo Jingjing Wu Minxia       | Julija Pachalina Anastassija Posdnjakowa   | Kelci Bryant Ariel Rittenhouse    |
| 2010 | Changzhou      | He Zi Wu Minxia              | Swetlana Filippowa Anastassija Posdnjakowa | Jennifer Abel Émilie Heymans      |
| 2012 | London         | He Zi Wu Minxia              | Jennifer Abel Émilie Heymans               | Tania Cagnotto Francesca Dallapé  |
| 2014 | Shanghai       | Shi Tingmao Wu Minxia        | Jennifer Abel Pamela Ware                  | Maddison Keeney Anabelle Smith    |
| 2016 | Rio de Janeiro | Shi Tingmao Wu Minxia        | Jennifer Abel Pamela Ware                  | Samantha Mills Esther Qin         |
| 2018 | Wuhan          | Shi Tingmao Chang Yani       | Jennifer Abel Mélissa Citrini-Beaulieu     | Anabelle Smith Esther Qin         |
| 2021 | Tokio          | Chang Yani Chen Yiwen        | Jennifer Abel Mélissa Citrini-Beaulieu     | Chiara Pellacani Elena Bertocchi  |

#### 10-Meter-Synchronspringen
| Jahr | Ort            | Erste                        | Zweite                                       | Dritte                           |
| ---- | -------------- | ---------------------------- | -------------------------------------------- | -------------------------------- |
| 1995 | Atlanta        | Guo Jingjing Wang Rui        | Annika Walter Ute Wetzig                     | Patty Armstrong Laura Wilkinson  |
| 1997 | Mexiko-Stadt   | Chi Bin Wang Rui             | Anke Piper Ute Wetzig                        | Kristin Link Lindsay Long        |
| 1999 | Wellington     | Li Na Sang Xue               | Rebecca Gilmore Philippa Tosh                | Anke Piper Ute Wetzig            |
| 2000 | Sydney         | Li Na Sang Xue               | Odile Arboles-Souchon Julie Danaux           | Rebecca Gilmore Loudy Tourky     |
| 2002 | Sevilla        | Lao Lishi Li Ting            | Jewgenija Olschewskaja Swetlana Timoschinina | Rebecca Gilmore Anna McIlwaine   |
| 2004 | Athen          | Lao Lishi Li Ting            | Blythe Hartley Émilie Heymans                | Paola Espinosa Jashia Luna       |
| 2006 | Changshu       | Chen Ruolin Jia Tong         | Mai Nakagawa Misako Yamashita                | Meaghan Benfeito Roseline Filion |
| 2008 | Peking         | Chen Ruolin Wang Xin         | Émilie Heymans Marie-Ève Marleau             | Briony Cole Melissa Wu           |
| 2010 | Changzhou      | Chen Ruolin Wang Hao         | Alexandra Croak Melissa Wu                   | Meaghan Benfeito Roseline Filion |
| 2012 | London         | Chen Ruolin Wang Hao         | Meaghan Benfeito Roseline Filion             | Sarah Barrow Tonia Couch         |
| 2014 | Shanghai       | Chen Ruolin Liu Huixia       | Jun Hoong Cheong Mun Yee Leong               | Meaghan Benfeito Roseline Filion |
| 2016 | Rio de Janeiro | Chen Ruolin Liu Huixia       | Jun Hoong Cheong Pandelela Rinong Pamg       | Sarah Barrow Tonia Couch         |
| 2018 | Wuhan          | Zhang Jiaqi Zhang Minjie     | Kim Kuang Hui Kim Mi Hwa                     | Meaghan Benfeito Caeli McKay     |
| 2021 | Tokio          | Caeli McKay Meaghan Benfeito | Lois Toulson Eden Cheng                      | Tina Punzel Christina Wassen     |

### Mixed

#### Teamwettbewerb
| Jahr | Ort      | Erste                    | Zweite                              | Dritte                              |
| ---- | -------- | ------------------------ | ----------------------------------- | ----------------------------------- |
| 2014 | Shanghai | Huang Xiaohui Chen Aisen | Julija Prokoptschuk Olexandr Bondar | Nadeschda Baschina Wiktor Minibajew |
| 2018 | Wuhan    | Chen Yiwen Qiu Bo        | Sofija Lyskun Oleh Kolodij          | Krysta Palmer David Dinsmore        |

#### 3-Meter-Synchronspringen
| 2018 | Wuhan | Wang Han Li Zheng | Elena Bertocchi Maicol Verzotto | Grace Reid Ross Haslam |

#### 10-Meter-Synchronspringen
| 2018 | Wuhan | Si Yajie Lian Junjie | Caeli McKay Vincent Riendeau | Valeriia Belova Sergey Nazin |